# I'm Not There
Pour plus de détails, voir Fiche technique et Distribution.
I'm Not There est un film germano-canado-américain réalisé par Todd Haynes, sorti en 2007.
Le film est inspiré de différents épisodes de la vie du chanteur Bob Dylan, et met en avant chaque facette de sa personnalité. Six acteurs différents (dont une femme) incarnent différents aspects de la vie de Bob Dylan (rebelle, enfant fuyant les orphelinats, chanteur de folk engagé, puis vedette internationale, comédien, prophète chrétien born-again, hors-la-loi) à travers des personnages fictifs dont l'histoire ressemble à celle de Dylan : Marcus Carl Franklin, Ben Whishaw, Heath Ledger, Christian Bale, Richard Gere et Cate Blanchett. Jouent également dans ce film David Cross, Charlotte Gainsbourg, Julianne Moore, Michelle Williams et Richie Havens.
Le film fut principalement tourné au Québec (dans les villes de Brigham, Chambly, Hudson, Knowlton, un village près de Lac-Brome, Montréal et Farnham), même si certaines scènes furent tournées à Los Angeles.

## Fiche technique
- Réalisation : Todd Haynes

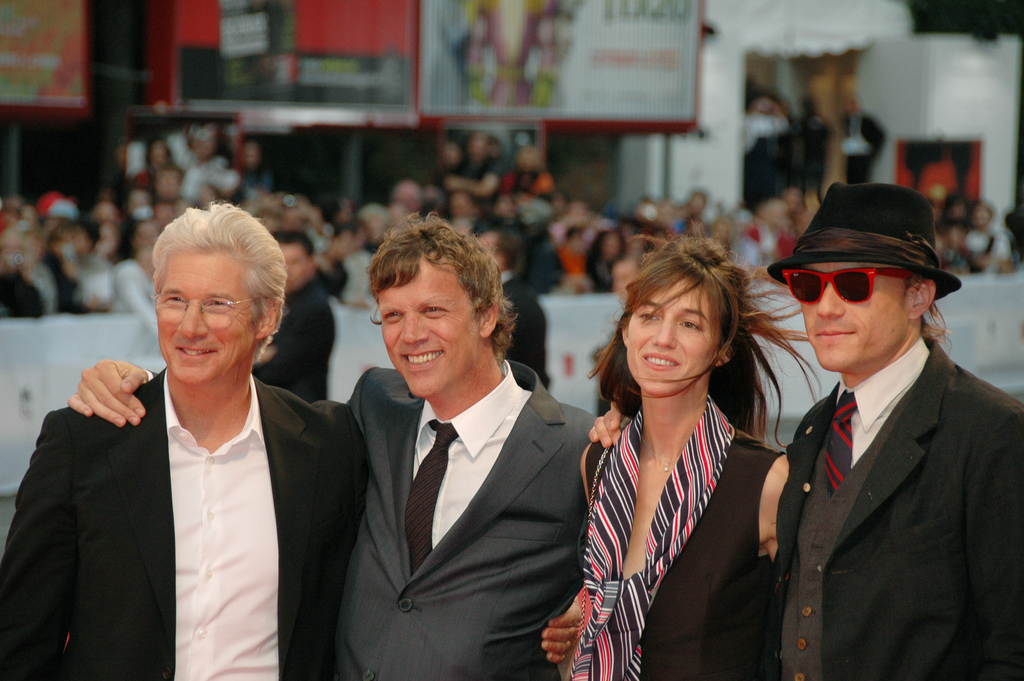
L'équipe du film (de gauche à droite) : Richard Gere, Todd Haynes, Charlotte Gainsbourg et Heath Ledger à la du Mostra de Venise en 2007.

- Scénario : Todd Haynes et Oren Moverman
- Musique : Bob Dylan
- Directeur artistique : Pierre Perrault
- Décors : Judy Becker et Louise Tremblay
- Costume : John A. Dunn (crédité John Dunn)
- Photo : Edward Lachman
- Montage : Jay Rabinowitz
- Producteurs : Christine Vachon et Jeff Rosen
- Sociétés de production : Killer Films, John Wells Productions, John Goldwyn Productions, Endgame Entertainment, Grey Water Park Productions, Rising Star, Film & Entertainment VIP Medienfonds 4 GmbH & Co. KG
- Sociétés de distribution : The Weinstein Company (États-Unis), Paramount Pictures (Royaume-Uni)
- Budget : 20 million $
- Format : 2.35 : 1
- Langue : anglais

## Distribution
Le tableau suivant comprend la distribution des rôles principaux, ainsi que leur inspiration supposée.
| Acteur                                         | Rôle                       | Inspiration          | Notes |
| ---------------------------------------------- | -------------------------- | -------------------- | --- |
| Christian Bale (VF : Jean-Michel Fête)         | Jack Rollins / père John   | Bob Dylan            | Inspiré des débuts de Bob Dylan en tant que chanteur folk protestataire (1962-1965) ainsi que de sa conversion au christianisme born-again (1979-1983). |
| Cate Blanchett (VF : Isabelle Gardien)         | Jude Quinn                 | Bob Dylan            | Inspiré de la période où Bob Dylan "trahit" ses racines folk en passant à la guitare électrique et en abandonnant les chansons protestataires, puis, au sommet de sa gloire, est victime d'un grave accident de moto (1965-1966).                                            |
| Marcus Carl Franklin (en) (VF : ?)             | Woody Guthrie              | Bob Dylan            | Inspiré des mensonges de Bob Dylan aux débuts de sa carrière sur son enfance, où il prétendait avoir fugué voir Woody Guthrie, être passé dans de multiples villes (Sioux Falls par exemple), être orphelin, et avoir joué dans un cirque entre deux numéros de strip-tease. |
| Richard Gere (VF : Frédéric van den Driessche) | Billy the Kid              | Bob Dylan            | Inspiré de la période de Dylan où il jouait dans le film Pat Garrett et Billy le Kid, en 1973. |
| Heath Ledger (VF : Thibault de Montalembert)   | Robbie Clark               | Bob Dylan            | Années de mariage de Bob Dylan avec Sara Lownds (1966-1977). |
| Ben Whishaw (VF : Mathieu Sampeur)             | Arthur Rimbaud             | Bob Dylan            | Inspiré des interviews données dans les années 1960. |
| Benz Antoine (en)                              | Rabbit Brown               | Bobby Seale          | |
| David Cross                                    | Allen Ginsberg             | Allen Ginsberg       | |
| Charlotte Gainsbourg                           | Claire                     | Sara Dylan Lownds    | |
| Julianne Moore (VF : Cécile Paoli)             | Alice Fabian               | Joan Baez            | |
| Bruce Greenwood (VF : François Marthouret)     | Keenan Jones / Pat Garrett | -                    | Inspiré du personnage Mr Jones de la chanson Ballad of a Thin Man. |
| Garth Gilker                                   | Woody Guthrie              | Woody Guthrie        | Il s'agit probablement de la période 1956-1961, la seule où Guthrie était hospitalisé dans un établissement du New Jersey, le Greystone Park Psychiatric Hospital (en). |
| Mark Camacho                                   | Norman                     | Albert Grossman (en) | Manager de Bob Dylan dans les années 1960. |
| Michelle Williams                              | Coco Rivington             | Edie Sedgwick        | |
| Johann St-Louis                                | John                       | John Lennon          | |
| Mickael Sébastien Vitanza                      | Paul                       | Paul McCartney       | |
| Pierre-Luc Lebeau                              | George                     | George Harrison      | |
| Jean-Nicolas Déry                              | Ringo                      | Ringo Starr          | |

Source et légende : Version française (VF) sur le site d’AlterEgo (la société de doublage)

## Analyse du film et des différents personnages mis en scène
Cette analyse met en perspective le film et la biographie de Bob Dylan.
Le film s'ouvre sur Bob Dylan entrant en scène, puis le montre sur sa moto juste avant qu'il n'ait un accident, comme en 1966. Il se retrouve alors allongé sur une table d'opération, une autopsie étant en cours sur sa personne (mise en abîme du but même du film, à savoir étudier le personnage de Bob Dylan).

### Woody Guthrie
Marcus Carl Franklin (en), un jeune acteur afro-américain, joue le rôle de Woody Guthrie, un Bob Dylan âgé de 11 ans ayant pris le nom de son idole. Woody porte une guitare sur laquelle il est écrit This Machine Kills Fascists (Cette machine tue les fascistes), tout comme le véritable Woody Guthrie. Woody est présenté comme étant un jeune garçon voyageant dans le pays à la poursuite de son rêve, devenir chanteur. Le film le montre tout d'abord dans un cirque essayant de jouer mais le public se moque de lui et il est renvoyé sans raison. Woody rencontre par la suite une famille afro-américaine avec laquelle il se lie d'amitié, et chez qui il reste un moment. Il chante également Tombstone Blues avec certains des hommes les plus âgés. Woody dîne ensuite avec la famille lorsqu'il se sent insulté par une femme lui reprochant de chanter des chansons d'une époque révolue. Elle lui conseille alors : « Vis ton époque mon enfant, chante ton époque ». Plus tard dans la nuit, Woody quitte la maison en laissant une note où il remercie la famille pour leur hospitalité et monte dans un train.
La nuit, il s'endort et est réveillé par des voleurs qui cherchent de l'argent et tentent de voler Woody, mais celui-ci parvient à sauter du train et tombe dans une rivière. Un couple le retrouve inconscient et l'emmène à l'hôpital et bien qu'ayant un petit peu d'eau dans les poumons, il survit à cette chute. Le couple l'emmène ensuite chez eux afin de veiller sur lui temporairement. Ils reçoivent plus tard un appel téléphonique d'un centre de correction pour mineurs dans le Minnesota dont Woody s'est enfui. Woody quitte une fois encore le foyer qui l'accueillait et monte dans un train en partance pour le New Jersey afin de rendre visite à son idole, le vrai Woody Guthrie qui se meurt dans un hôpital. Cette partie s'achève sur Woody apportant des fleurs à Guthrie et pleurant à son chevet, et jouant finalement de la guitare pour Guthrie.

### Arthur Rimbaud
Ben Whishaw incarne un jeune Dylan rebelle qui se fait appeler Arthur Rimbaud. Arthur est principalement présenté dans une salle d'interrogatoire où il raconte à des gens des bouts de sa vie ; il est en quelque sorte le narrateur des six différents épisodes de la vie de Dylan présentés dans le film.

### Jack Rollins
Christian Bale joue le rôle de Jack Rollins, le Dylan de la période folk et du début des années 1960. Cette histoire est présentée comme un documentaire et est racontée par des gens l'ayant connu, en particulier par un personnage fictif du nom d'Alice inspiré de Joan Baez. Il est encensé par de nombreux amateurs de musique folk qui considèrent ses chansons comme des hymnes et des chansons contestataires, alors que Jack lui-même ne les considère que comme des chansons « pointant du doigt quelque chose ». Jack Rollins accepte ensuite le Tom Paine Award à un meeting pour les droits civiques, peu de temps après l'assassinat de Kennedy. Ivre, Rollins insulte les gens présents et affirme qu'il a vu quelque chose dans l'assassin présumé de JFK, Lee Harvey Oswald, qu'il a également vu lui-même. Les gens, choqués, le huent afin qu'il quitte la pièce. Cet épisode marque la fin de la période contestataire de Dylan.
Christian Bale incarne également le Dylan chrétien « né à nouveau », le pasteur John. Ce rôle suit l'histoire de Jack Rollins, onze ans après l'incident au meeting pour les droits civiques. Rollins part dans une église en Californie avec sa compagne afin d'étudier la Bible, de « renaître », et de devenir prêcheur. Le pasteur John donne finalement un sermon à des paroissiens (comme Dylan le faisait dans ses concerts à la fin des années 1970, lorsqu'il venait de se convertir), et chante sa chanson de gospel Pressing On (en).

### Robbie Clark
Heath Ledger joue le rôle de Robbie Clark, un acteur fictif jouant le rôle de Jack Rollins (joué quant à lui par Christian Bale) dans un film intitulé Grain of Sand (en référence à la chanson de gospel de Dylan de 1981 Every Grain of Sand (en)). Le personnage de Robbie Clark se concentre sur la vie privée de Dylan et de son mariage raté avec Claire (personnage fictif inspiré par l'ex-femme de Dylan, Sara Dylan). Robbie raconte son histoire à partir de la première fois où il rencontre Claire dans un dîner au Greenwich Village diner où il se fascine pour son patrimoine culturel français. Cette relation devient sérieuse. Robbie et Claire assistent ensuite à la première de Grain of Sand qui déçoit Claire et le public. Lors d'une fête organisée chez lui avec des amis, Claire aperçoit Robbie glissant sa main entre les cuisses d'une autre femme. Leur relation se détériore et Claire remarque l'attitude misogyne de Robbie, ce dernier insinuant que « les mecs et les nanas sont différents » et que « les nanas ne pourront jamais être poètes ».
Robbie s'éloigne ensuite de sa famille un moment pour tourner un film. Durant son absence, Claire essaye de joindre Robbie au téléphone mais il ne répond pas et demande simplement à la femme qui est avec lui lorsqu'il sort de la douche qui essaya de le joindre. Claire demande par la suite le divorce d'avec Robbie lorsqu'il revient au foyer pour rapporter les photos prises avec Claire qu'il gardait chez lui. Robbie et Claire sont par la suite au tribunal où ils obtiennent chacun la garde de leurs enfants. L'épisode de Robbie s'achève lorsqu'il emmène ses enfants faire du bateau.

### Jude Quinn
Cate Blanchett incarne Jude Quinn, un Dylan qui était au sommet de son succès dans les années 1960, lorsque ses fans originaux l'ont rejeté car considéré comme « vendu » et faisant de la musique « commerciale ». Jude apparaît pour la première fois après sa période folk, à un concert en Nouvelle-Angleterre, jouant face à des fans de folk, jouant Maggie's Farm. Jude est copieusement hué par des fans choqués lorsqu'un personnage ressemblant à Pete Seeger essaye de couper le courant de la scène avec une hache mais en est empêché par des hommes de la sécurité, en référence à l'affirmation de Seeger à l'époque, disant que « Si j'avais eu une hache, j'aurais coupé le courant. » Un nombre de fans expriment ensuite leur avis sur le nouveau tournant pris par Jude, passant de chanteur engagé à star du rock. Jude répond ensuite à des questions lors d'une conférence de presse, questions auxquelles Dylan répondit durant une célèbre interview des années 1960, telles que « Combien y a-t-il de chanteurs de folk ? » ou encore « Comptez-vous changer le monde ? » Par la suite dans son appartement de Londres, Jude est confronté à un serveur d'hôtel le menaçant avec un couteau du fait de son rejet des chansons engagées. L'homme est ensuite mis au tapis par l'amante de Dylan avec une bouteille, et est évacué de la pièce. Jude prend apparemment de la drogue avec les Beatles lorsque des journalistes essayent de l'interviewer. Il est ensuite aux prises avec Keenan Jones, personnage fictif inspiré de la chanson Ballad of a Thin Man, et interprété par Bruce Greenwood. Jude hallucine ensuite la présence de Coco Rivington, personnage fictif inspiré d'Edie Sedgwick, après leur vraisemblable séparation. Coco voit désormais un autre homme, un ami de Jude. Jude est alors emmené dans une voiture par ses amis et Keenan Jones commence à le mettre mal à l'aise, malaise renforcé par sa prise de drogues. Le groupe rencontre ensuite Allen Ginsberg pour qui le fait de s'aliéner ses fans originaux est un acte de foi envers Dieu, puis il lui promet le salut, loin des pressions de ses différentes vies. Keenan Jones questionne enfin Jude afin de savoir s'il se soucie des gens et de ce qu'il chante chaque soir, ce à quoi Jude répond : « Comment pourrais-je te répondre si tu as le cran de me le demander ? », ce qui ressemble à l'interview donnée par Dylan au Time Magazine en 1965. Jude sort ensuite de la voiture, dégoûté, et s'en va.
La chanson Ballad of a Thin Man est utilisée comme bande-son lorsque Keenan Jones hallucine et croit voir d'autres hommes lui ressemblant, notamment un individu nu lui ressemblant trait pour trait (référence à la phrase « Tu vois quelqu'un nu et tu te demandes qui est cet homme » de cette chanson). Jones reçoit par la suite un annuaire datant des années lycée de Jude Quinn, la photo de celui-ci ressemblant fortement au personnage de Jack Rollins, sous-entendant ainsi que tous les acteurs du film tiennent le rôle du même personnage, Bob Dylan. Jude Quinn chante ensuite Ballad of a Thin Man lors d'un concert lorsque des fans furieux le qualifient de « Judas », Jude répondant « Je ne vous crois pas. » Alors que les fans grimpent sur scène pour s'en prendre visiblement à Jude, celui-ci s'échappe discrètement avec son groupe. De retour chez lui, Jude voit Keenan Jones révéler à la télévision, la véritable identité de Jude Quinn, « Aaron Jacob Edlesteen » (ce nom à consonance juive fait référence au nom civil de Bob Dylan, Robert Allen Zimmerman, dont la famille fuit l'Europe de l'Est à la suite de pogroms). Une photographie des véritables parents de Jude est également affiché à l'écran. Jude donne ensuite une fête à laquelle sont invités ses amis, son groupe et Coco Rivington. Jude y prend de la drogue, se saoule, et insulte Coco en face de son amant, déclarant « [qu']elle a la plus douce des chattes ». Jude se sentant de plus en plus mal, ses amis l'emmènent à l'hôpital.
Jude et Allen Ginsberg sont par la suite montrés au pied d'un crucifix, « parlant au Christ ». Ceci fait référence à la découverte du christianisme par Dylan, période relaté par les personnages de Jack Rollins et du Pasteur John. Jude s'effondre alors, ses amis le dévisageant. Allen Ginsberg déclare alors « il est passé par tant de psychismes », indiquant au spectateur la transition vers un autre passage de la vie de Dylan. L'histoire de Jude se termine par des images de l'accident de moto où on aperçoit Jude allongé sur le sol. Enfin, Jude est dans sa voiture, s'adressant directement au spectateur, déclarant « tout le monde sait que je ne suis pas un chanteur de folk ».

### Billy the Kid
Richard Gere joue le rôle de Billy the Kid, un Dylan âgé pour qui les histoires précédemment narrées font partie du passé. Cet épisode se focalise sur la vie country de Dylan de l'ère Woodstock à ses dernières années. Billy est réveillé par les aboiements de son chien Henry, qu'il emmène hors de la propriété, attache à une laisse, mais celui-ci parvient néanmoins à s'échapper. Billy le cherche alors dans les bois, mais ne parvient pas à le retrouver. Il se souvient ensuite de sa vie passée (celle de Robbie Clark), en particulier de l'échec de son mariage. Billy rencontre ensuite son ami Homer, en référence à la chanson Open the Door, Homer présente sur l'album The Basement Tapes. Billy lui demande alors si ce dernier n'aurait pas vu son chien, ce à quoi Homer répond par la négative. Homer raconte ensuite à Billy la destruction du comté de Riddle planifiée par un vieil homme nommé Pat Garett (référence à l'album Pat Garrett and Billy the Kid), ce qui entraîne parmi la population une vague de suicides et de meurtres, dont celui d'une jeune fille répondant au nom de Mlle Henry. Billy se rend alors au comté de Riddle pour présenter ses hommages à Mme Henry ainsi qu'à Mr Montgomery pour leurs services. Alors que les citoyens fêtent Halloween, le service funéraire se tient à l'extérieur, un groupe y jouant la chanson de Dylan Going to Acapulco extraite des Basement Tapes (interprétée par le groupe Calexico).
Après le service, Pat Garrett (interprété par Bruce Greenwood) fait son entrée et est confronté à la population locale. Billy place sur son visage un masque d'Halloween et dit à Garrett de rester loin du conté de Riddle. Garrett lui demande son nom, ce à quoi Billy répond William. Garrett lui demande ensuite d'ôter son masque, Billy s'exécute, permettant ainsi à Garrett de le reconnaître. Garrett n'est donc que la réincarnation de Keenan Jones. Garrett demande ensuite aux hommes de loi d'arrêter Billy. Celui-ci est emmené en prison, mais il parvient à s'en échapper grâce à l'aide d'Homer. Billy parvient finalement à monter dans un train, alors qu'Homer reste sur place, lui faisant ses adieux. Billy, en inspectant le wagon dans lequel il se trouve, découvre une guitare portant l'inscription This Machine kills Fascists, la même guitare qu'il avait lorsqu'il était Woody Guthrie
Billy s'assoit dans le wagon et joue de la guitare. Les dernières lignes de Billy sont : « Les gens parlent toujours de liberté, et comme vivre d'une certaine façon. Car plus on vit d'une certaine façon, et moins cela ressemble à la liberté. Moi ? Je peux changer Quand je me réveille je suis une personne, quand je vais dormir je sais à coup sûr que je suis quelqu'un d'autre. Je ne sais pas qui je suis la plupart du temps. C'est comme si vous aviez hier, aujourd'hui et demain en face de vous. Rien de ce qui va se produire ne vous est dit. » Le train part ensuite au loin, métaphore du « Never Ending Tour (en) », série de concerts ininterrompue depuis les années 1980.
Le film s'achève sur un extrait du documentaire Dont Look Back où le vrai Dylan cette fois joue de l'harmonica.

## Bande-son
Tout comme le film qui mêle faits et fiction, la bande son est constituée de chansons originales de Dylan et de reprises par d'autres interprètes. Parmi la quarantaine de morceaux qui ont été utilisés, plus de la moitié sont ceux de Dylan lui-même ; trois sont interprétés par d'autres auteurs et le reste figure sur le double album paru avec le même titre. Seule la chanson ayant donné son titre au film est jouée par Bob Dylan (avec son groupe) tandis que la plupart des reprises sont dues à des artistes indépendants.
The Million Dollar Bashers est un supergroupe créé pour l'occasion composé de Lee Ranaldo et Steve Shelley (Sonic Youth), Nels Cline (guitariste de Wilco), Tom Verlaine (guitariste de Television), Tony Garnier (bassiste de Dylan), Smokey Hormel (en) (guitariste de Dylan) et John Medeski (en) (clavier de Dylan).

### Disque 1
1. All Along the Watchtower par Eddie Vedder (Pearl Jam) et the Million Dollar Bashers
2. I'm Not There par Sonic Youth
3. Goin' To Acapulco par Jim James et Calexico
4. Tombstone Blues par Richie Havens
5. Ballad of a Thin Man par Stephen Malkmus et the Million Dollar Bashers
6. Stuck Inside of Mobile with the Memphis Blues Again par Cat Power
7. Pressing On par John Doe
8. Fourth Time Around (en) par Yo La Tengo
9. Dark Eyes par Iron & Wine et Calexico
10. Highway 61 Revisited par Karen O (Yeah Yeah Yeahs) et the Million Dollar Bashers
11. One More Cup of Coffee (en) par Roger McGuinn et Calexico
12. The Lonesome Death of Hattie Carroll par Mason Jennings (en)
13. Billy par Los Lobos
14. Simple Twist of Fate par Jeff Tweedy
15. Man in the Long Black Coat (en) par Mark Lanegan
16. Señor (Tales of Yankee Power) (en) par Willie Nelson et Calexico

### Disque 2
1. As I Went Out One Morning (en) par Mira Billotte (en)
2. Can't Leave Her Behind par Stephen Malkmus et Lee Ranaldo
3. Ring Them Bells par Sufjan Stevens
4. Just Like a Woman par Charlotte Gainsbourg et Calexico
5. Mama You've Been on My Mind (en)/A Fraction of Last Thoughts on Woody Guthrie par Jack Johnson
6. I Wanna Be Your Lover par Yo La Tengo
7. You Ain't Goin' Nowhere (en) par Glen Hansard et Markéta Irglová
8. Can You Please Crawl Out Your Window? par The Hold Steady
9. Just Like Tom Thumb's Blues par Ramblin' Jack Elliott
10. Wicked Messenger par The Black Keys
11. Cold Irons Bound (en) par Tom Verlaine et the Million Dollar Bashers
12. The Times They Are a-Changin' par Mason Jennings
13. Maggie's Farm par Stephen Malkmus et The Million Dollar Bashers
14. When the Ship Comes In par Marcus Carl Franklin (en)
15. The Moonshiner (en) par Bob Forrest
16. I Dreamed I Saw St. Augustine (en) par John Doe
17. Knockin' on Heaven's Door par Antony and the Johnsons
18. I'm Not There par Bob Dylan

### Titres bonus disponible suriTunes
1. Main Title Theme (Billy) par Calexico
2. One Too Many Mornings par Joe Henry
3. What Kind of Friend Is This par Lee Ranaldo et Stephen Malkmus

## Récompenses
- Oscars:
  - Meilleure actrice dans un second rôle : Cate Blanchett, (nommée)[7]

- BAFTA :
  - Meilleure actrice dans un second rôle : Cate Blanchett (nommée)

- Critics' Choice Movie Awards :
  - Meilleure actrice dans un second rôle : Cate Blanchett, (nommée)

- Central Ohio Film Critics :
  - Meilleure actrice dans un second rôle : Cate Blanchett

- Chicago Film Critics :
  - Meilleure actrice dans un second rôle : Cate Blanchett

- Golden Globe :
  - Meilleure actrice dans un second rôle : Cate Blanchett

- Independent Spirit Awards 2008 (en) :
  - Meilleur Film (nommé)
  - Meilleur réalisateur : Todd Haynes (nommé)
  - Meilleur acteur dans un second rôle : Marcus Carl Franklin (nommé)
  - Meilleure actrice dans un second rôle : Cate Blanchett
  - Robert Altman Award (prix spécial) : Todd Haynes, Laura Rosenthal, Christian Bale, Cate Blanchett, Marcus Carl Franklin, Charlotte Gainsbourg, Richard Gere, Bruce Greenwood, Heath Ledger et Ben Whishaw

- Las Vegas Film Critics :
  - Meilleure actrice dans un second rôle : Cate Blanchett

- LAFA :
  - Meilleure actrice dans un second rôle : Cate Blanchett (runner-up)

- New York Film Critics Circle Awards :
  - Meilleure actrice dans un second rôle : Cate Blanchett (runner-up)

- New York Film Critics Online :
  - Meilleure actrice dans un second rôle : Cate Blanchett

- NSFC Awards :
  - Meilleure actrice dans un second rôle : Cate Blanchett

- Nilsson Awards for Film :
  - Meilleure actrice dans un second rôle : Cate Blanchett
  - Meilleure réalisation (nommé)
  - Meilleure bande-son (nommé)

- Satellite Awards :
  - Meilleure actrice dans une comédie ou une comédie musicale : Cate Blachett (nommée)

- Screen Actors Guild Award (SAG):
  - Meilleure actrice dans un second rôle : Cate Blanchett (nommée)

- Southeastern Film Critics :
  - Meilleure actrice dans un second rôle : Cate Blanchett (runner-up)

- Mostra de Venise :
  - Grand Prix du Jury du meilleur film
  - Lion d'or pour le meilleur film : Todd Haynes (nommé)
  - Coupe Volpi pour la meilleure interprétation féminine : Cate Blanchett[8]

## DVD
Le film est sorti en DVD aux États-Unis et en France sous plusieurs éditions. Le DVD anglais sorti le 19 juin 2008 propose une piste de sous-titres en français.
Une édition prestige comprenant deux disques est également disponible aux États-Unis depuis le 6 mai 2008. Elle contient le commentaire audio du réalisateur, des scènes coupées, les vidéos d'audition de Marcus Carl Franklin (en) et Ben Whishaw, un hommage à Heath Ledger, des bandes-annonces inédites où les six acteurs principaux refont le clip vidéo de la chanson Subterranean Homesick Blues, ainsi qu'une filmographie et une biographie de Bob Dylan.

### Revue de presse
- Dominique Deprêtre, « La bio décalée de Bob Dylan sans Bob Dylan », Soir Mag, Groupe Rossel, Bruxelles, 14 décembre 2013,  (ISSN 1376-4853)